# Blaberus affinis
Blaberus affinis Jurberg, Albuquerque, Rebordoes, Goncalves & Felippe, 1977 è un insetto blattodeo della famiglia Blaberidae, endemico del Brasile.

## Descrizione
È una specie di notevoli dimensioni (da 36 a 53 mm).

## Distribuzione e habitat
Vive in Brasile in particolare negli stati di Rio de Janeiro e San Paolo.